# Georges Rouquier
Georges Rouquier (Lunel-Viel, 23 giugno 1909 – Parigi, 19 dicembre 1989) è stato un regista, attore e sceneggiatore francese.

## Filmografia parziale

### Regista
- Vendanges - Cortometraggio (1929)
- Le Tonnelier - Documentario (1942)
- Le Charron - Cortometraggio (1944)
- La part de l'Enfant - Cortometraggio (1944)
- L'Économie des Métaux - Cortometraggio (1944)
- Farrebique (1946)
- Sire le Roy n'a plus rien dit (1963)
- Le Maréchal ferrant (1977)
- Biquefarre (1983)

### Attore
- Z - L'orgia del potere (Z), regia di Costa-Gavras (1969)
- Le secret des Flamands, regia di Robert Valey (1974)

## Riconoscimenti
- Premi César 1978 – Premio per il miglior cortometraggio documentario per Le maréchal ferrant
- Festival di Venezia 1983 – Leone d'argento - Gran premio della giuria per Biquefarre